# Berce laineuse
Heracleum maximum, Heracleum sphondylium subsp. montanum
Espèce
Classification phylogénétique
Synonymes
- Heracleum lanatum Michx.
- Heracleum maximum W. Bartram
- Heracleum sphondylium subsp. montanum (Schleich. ex Gaudin) Briq., 1905

La Berce laineuse ou Berce très grande (Heracleum maximum) est une espèce de plantes à fleurs de la famille des Apiaceae. C'est une plante herbacée, la seule espèce du genre Heracleum native d'Amérique du Nord, poussant du Nouveau-Mexique (32° N) jusqu'à l'ile du Prince-Patrick (76° N).

## Description

### Appareil végétatif
C'est une plante herbacée vivace à partie aérienne annuelle, qui peut atteindre 2,5 m de hauteur. La tige est dressée, robuste de (1-2 cm) à la base, ramifiée seulement vers le haut ; côtelée et creuse.

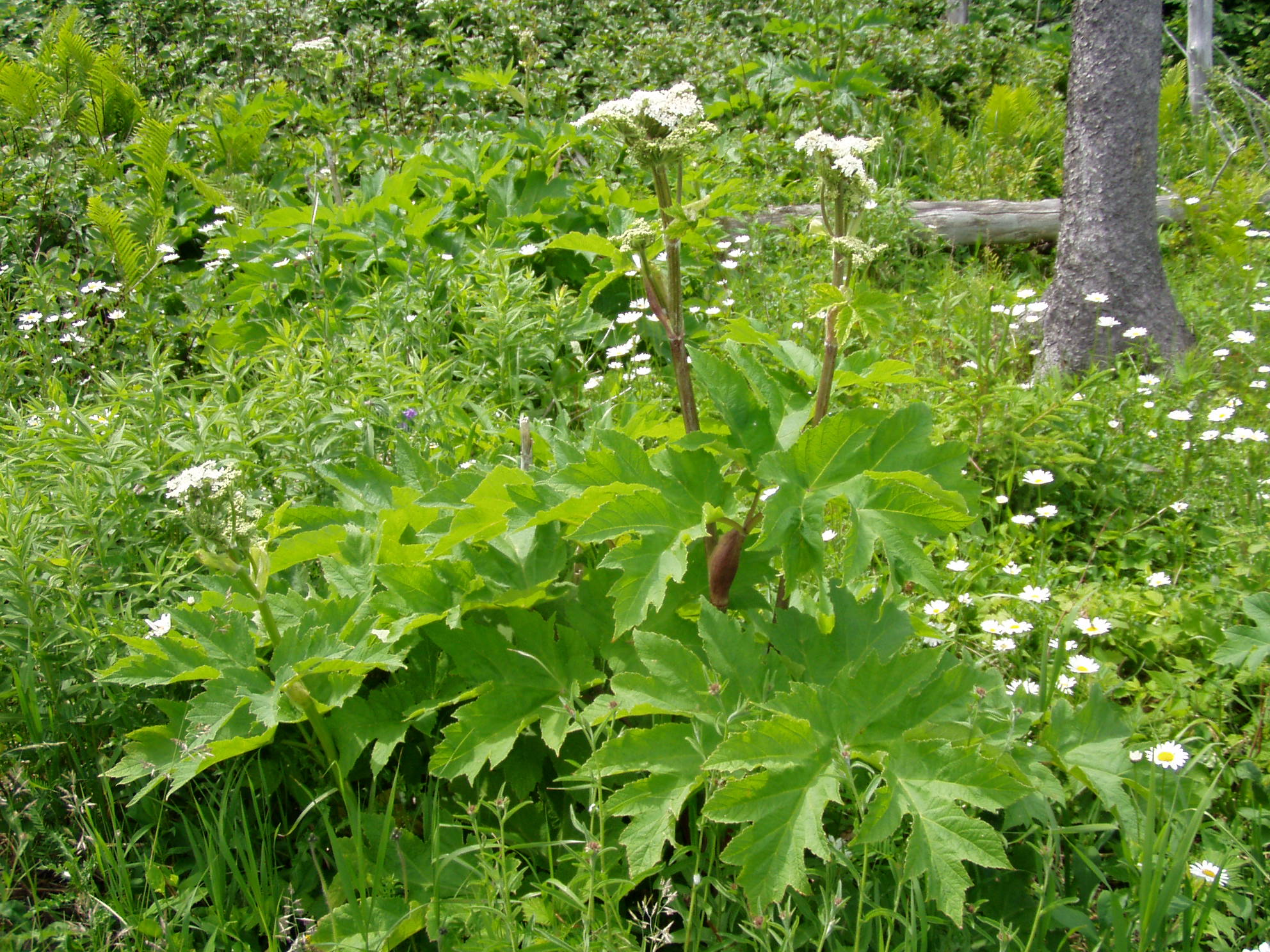
Plante entière.
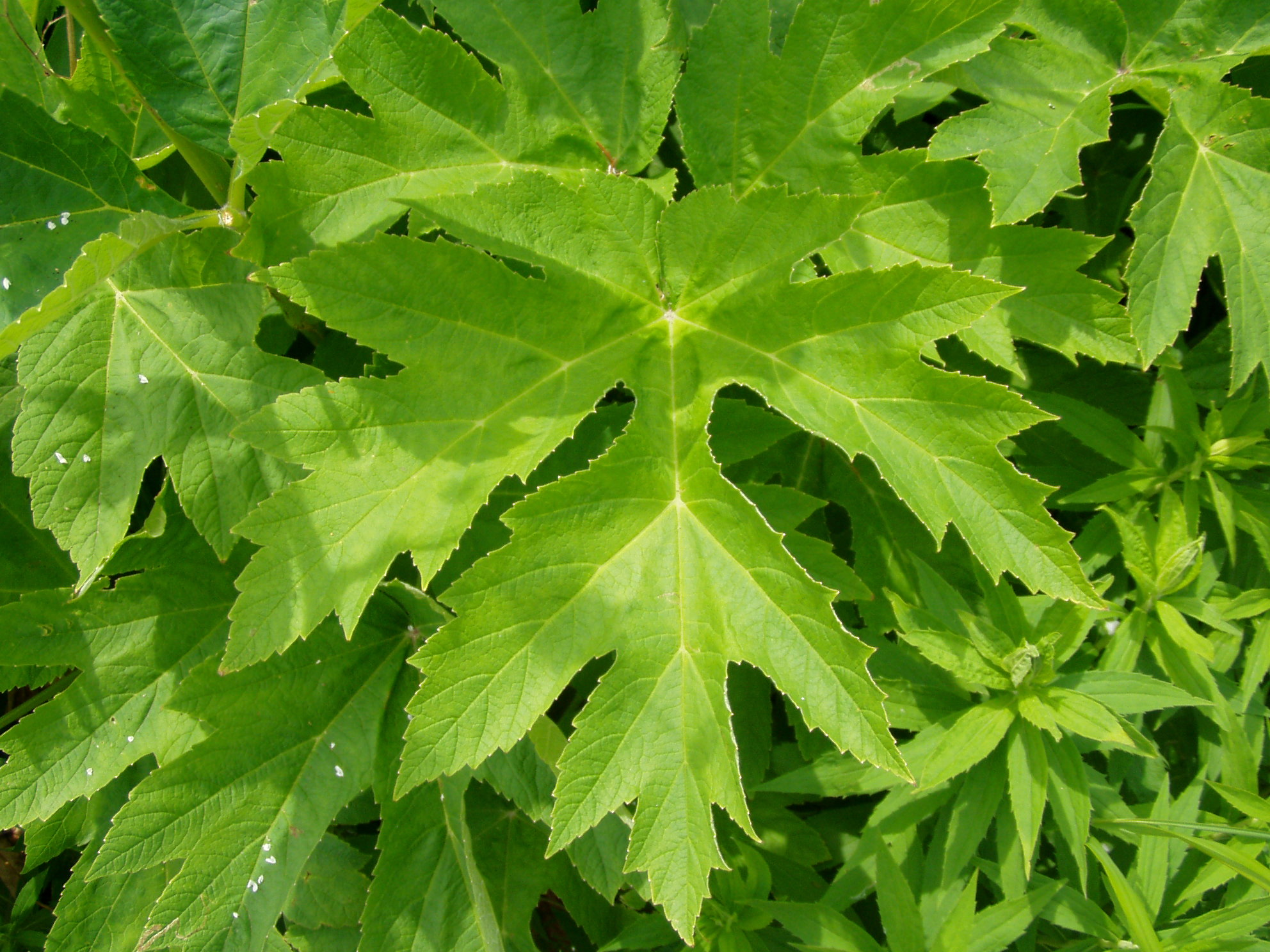
Feuille.
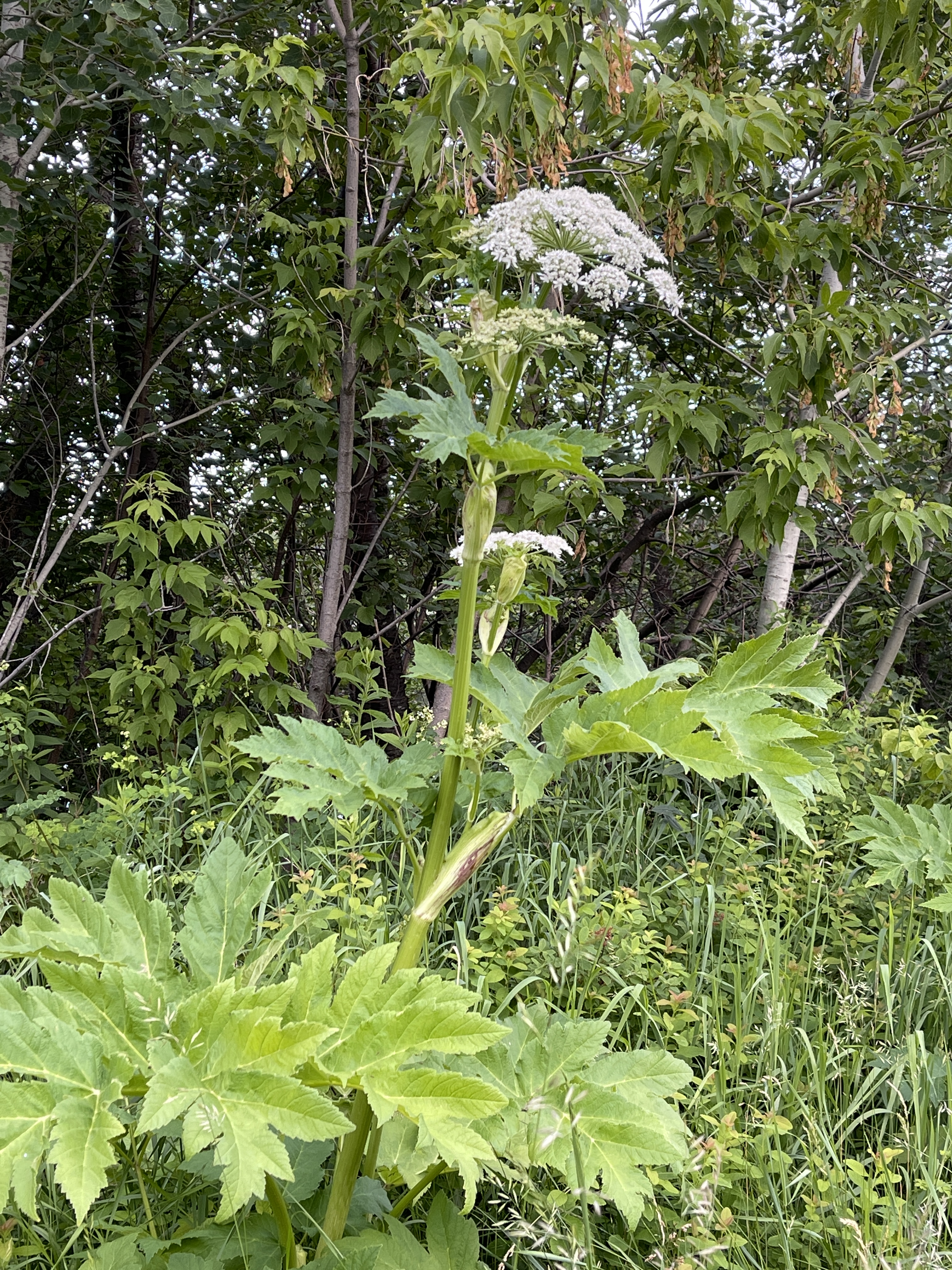
Berges de la rivière Batiscan, au Québec.

### Appareil reproducteur
Ses fleurs sont habituellement blanches, et roses chez de rares spécimens.

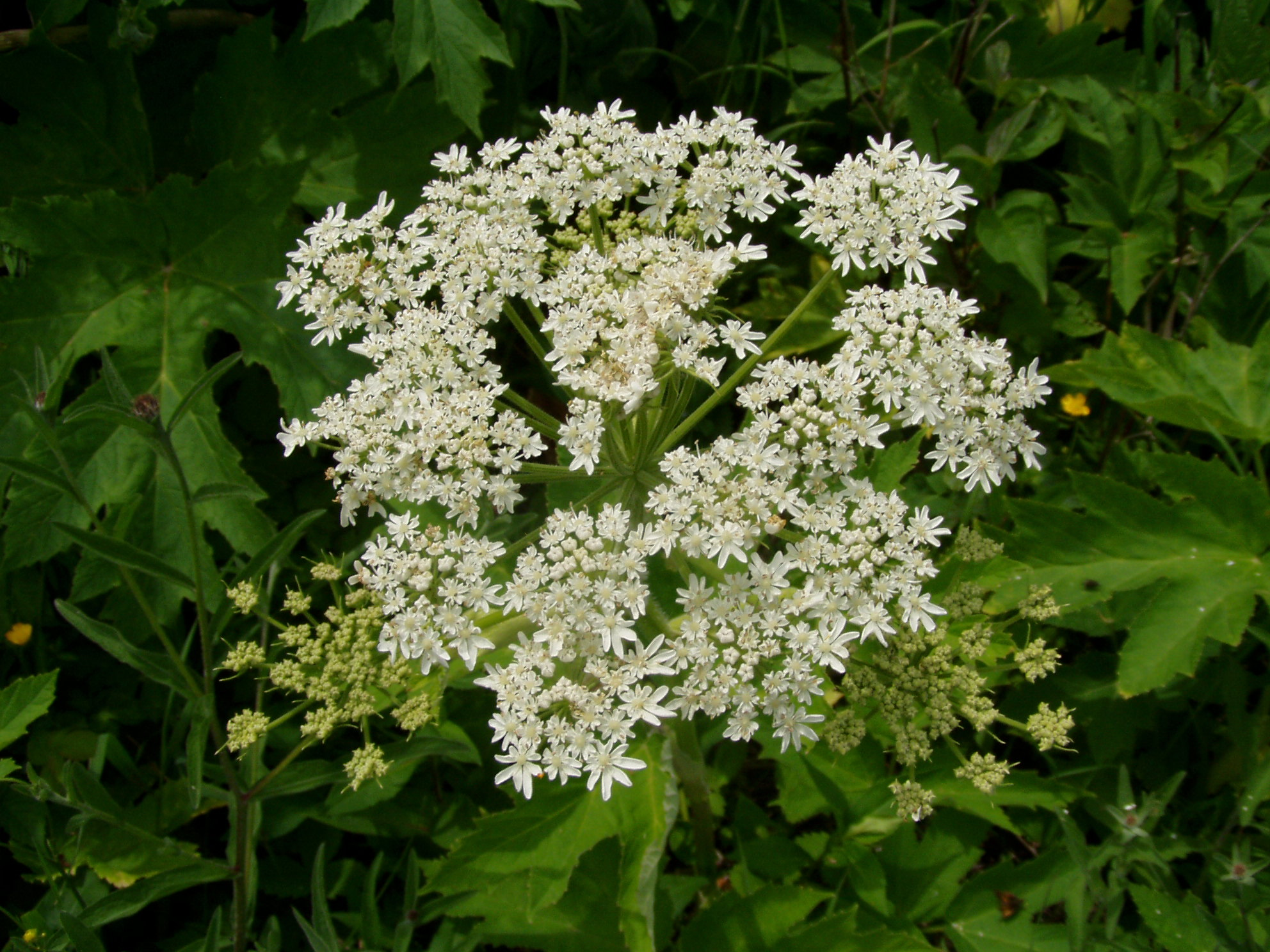
Ombelle.

### Risque de confusions
Au Canada, il est possible de confondre la Berce laineuse, qui est une plante indigène et peu phototoxique, avec la Berce du Caucase, qui est une plante envahissante et extrêmement phototoxique, et avec la Berce commune, qui est une plante envahissante et peu phototoxique,.

## Habitats
La Berce laineuse croît naturellement dans les zones humides pas trop acides.

## Précautions
La sève de la berce laineuse, comme celle de nombreuses plantes de la famille des Apiacées, peut provoquer une dermatite de contact déclenchée par l'exposition de la peau au soleil.

## Usages

### Usages alimentaire
Comme d'autres berces, la plante est comestible (racines y compris), mais la prudence est recommandée lors de sa manipulation ou consommation par des personnes photosensibles.

### Usages médicinaux
Elle a été signalée par plusieurs auteurs (par le frère Marie-Victorin le premier) comme probablement utilisée par les autochtones contre la fièvre, les frissons et le syndrome grippal, en particulier par les Hurons-Wendat (Wendake) lors de la pandémie de grippe espagnole.